# William C. Campbell
William Cecil Campbell  (* 28. června 1930 Ramelton, hrabství Donegal) je americký biochemik a parazitolog, narozený v Irsku, který působí jako emeritní vědec na Drewově univerzitě. V letech 1957–1990 pracoval v Merckově institutu pro výzkum léčby (Merck Institute for Therapeutic Research).
V roce 2015 obdržel spolu s japonským mikrobiologem Satošim Ómurou Nobelovu cenu za fyziologii nebo lékařství, když byly oceněny jejich objevy na poli nové léčby infekcí způsobených hlísticemi. Rozdělili si tak poloviční podíl. Druhá část připadla čínské farmakoložce Tchu Jou-jou za novátorskou terapii malárie.

## Osobní život
Narodil se roku 1930 v irském Rameltonu, ležícím v hrabství Donegal jako třetí syn dodavatele v zemědělství R. J. Campbella. V roce 1952 absolvoval zoologii na Trinitské koleji Dublinské univerzity. O pět později získal doktorát (Ph.D.) na University of Wisconsin.
V období 1957–1990 působil na Merckově institutu pro výzkum léčby (Merck Institute for Therapeutic Research). Poté se přemístil na Drewovu univerzitu v newjerseyském Madisonu, v rámci programu vědců v důchodu, kteří vedou pregraduální studenty.

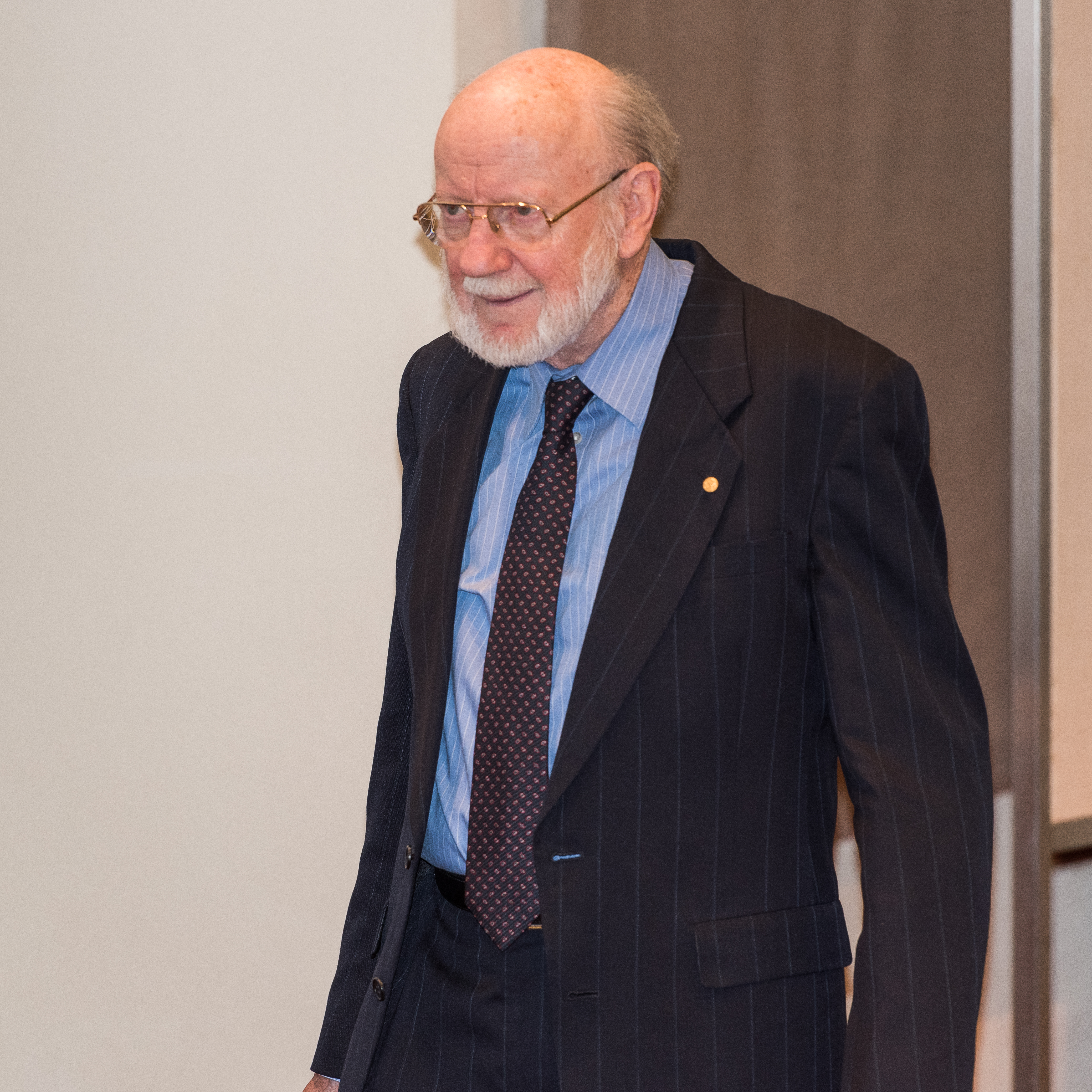
Campbell ve Stockholmu, kde přebral Nobelovu cenu

V roce 1962 získal americké občanství. Za člena americké Národní akademie věd byl zvolen roku 2002 a o osm let později se přestěhoval do massachusettského North Andover.
Spolu s japonským mikrobiologem Satošim Ómurou převzal Nobelovu cenu za fyziologii nebo lékařství, když byl oceněn přínos v podobě nové léčby parazitárních onemocnění způsobených hlísticemi. Omura se zabýval výzkumem půdních bakterií rodu Streptomyces. Řadu jejích kmenů, produkujících potenciálně hledané látky, laboratorně kultivoval. Protiparazitární efekt takto extrahovaných látek posléze zkoumal Campbell. Účinků jakožto antiparazitika dosáhly makrocyklické laktony avermektiny (hlavní reprezentantem se stal ivermektin), které Světová zdravotnická organizace začala od 80. let dvacátého století masivně používat v léčbě proti onchocerciáze (říční slepotě), elefantiáze a dalším onemocněním.
Druhá část Nobelovy prémie připadla čínské farmakoložce Tchu Jou-jou za novátorskou terapii malárie. Campbell se stal, po fyziku Ernestu Waltonovi, druhým irským vědcem, jenž Nobelovu cenu obdržel.